# Stade Bergeyre
Pour les articles homonymes, voir Bergeyre.
Le stade Bergeyre est un ancien stade du 19e arrondissement de Paris, nommé en hommage à Robert Bergeyre.

## Histoire

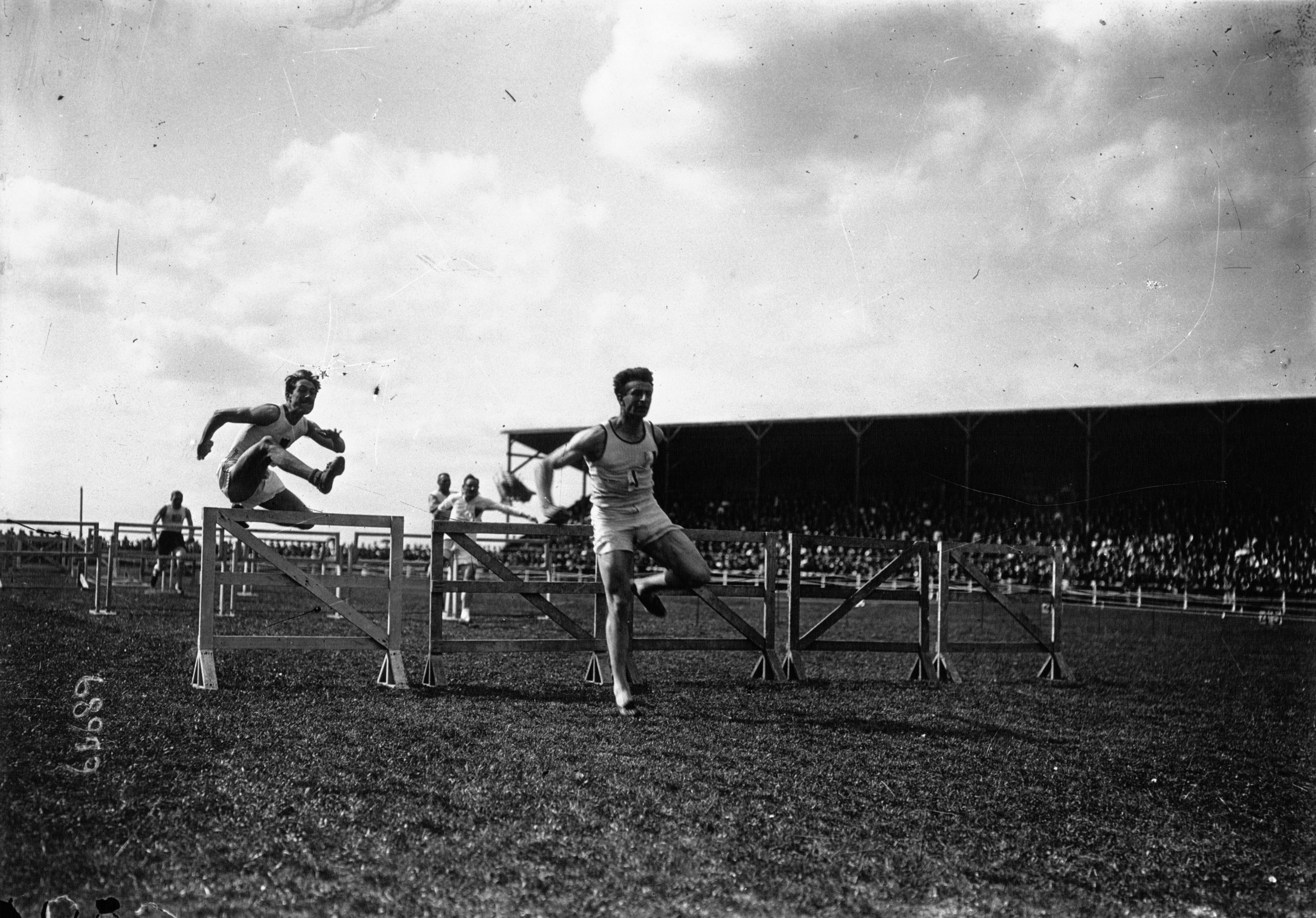
Géo André remporte le 110 m haies lors des compétitions inaugurales du stade Bergeyre.

À l'approche de la Première Guerre mondiale, le stade du club omnisports Sporting Club de Vaugirard au parc d’Issy-les-Moulineaux est réquisitionné par les autorités militaires. Déplacé au peu pratique stade de Port Aviation à Juvisy-sur-Orge, le SCV se met à la recherche d'un meilleur site en particulier pour pratiquer le rugby à XV. Il identifie une butte isolée des Buttes-Chaumont. Les travaux débutent en avril 1914 mais sont stoppés puis fortement ralentis par l'entrée en guerre.
La manifestation inaugurale est une rencontre internationale d’athlétisme, le « Meeting des champions alliés », le 18 août 1918 avec notamment des militaires français et américains. L'américain Jim Duncan remporte le concours du lancer du disque avec un jet à 45,42 m. Le français Géo André, international de rugby et pilote de chasse, remporte les concours du 110 mètres haies et du saut en hauteur.
Financé grâce au mécénat de son ancien coéquipier du SCV Gaston François-Sigrand, le stade prend le nom de Robert Bergeyre, ancien joueur de rugby du club et premier joueur du SCV tombé au front, le 22 août 1914. La guerre décime les effectifs du club alors qu'il jouait les premiers rôles dans le championnat de Paris entre 1911 et 1914, qui maintient cependant sa participation aux compétitions pendant le conflit pour trois ans grâce à une entente provisoire avec le Sporting club universitaire de France, puis en 1917-1918 et 1918-1919 avec le National Boxing Club afin de récupérer des joueurs britanniques.
Si la presse évoque une capacité de 15 à 20 000 personnes, ces chiffres semblent surévalués. En revanche, le stade dispose de « vestiaires spacieux avec salles de douches, WC, lavabos, etc. », selon le président du SCV Allemant, qui fait du stade Bergeyre un des meilleurs équipements sportifs de la capitale et même de France, ce qui lui permet d'accueillir des grandes compétitions. Il accueille des compétitions de football, de rugby, d'athlétisme et même de diverses autres attractions. Le stade Bergeyre est le lieu de la finale de la Coupe de France de football 1919-1920. En 1924, plusieurs matchs de football des Jeux olympiques s'y tiennent,.
Compte tenu de ses ambitions omnisports à Paris, le Sporting Club de Vaugirard fusionne avec le club de football de l’Olympique de Pantin, vainqueur de la toute première Coupe de France de football en 1918. Il change de nom le 20 septembre 1919 et devenir l'Olympique de Paris.
Fin mai 1921, s'y tient une Fête des caf’conc’ organisée au profit de la maison de retraite des artistes lyriques fondée par Dranem à Ris-Orangis. Y participent notamment le fantaisiste Dranem, le chanteur Maurice Chevalier, la chanteuse Mistinguett et l'acteur américain Charlie Chaplin. Les diverses manifestations sont des rentrées d’argent appréciables pour l'Olympique car le sol instable du stade nécessite d'onéreux et fréquents travaux de consolidation que le club finit par ne plus pouvoir financer. Dès 1924, il est question de le fermer en même temps qu’est négocié l'absorption du club par le Red Star, basé à Saint-Ouen. Le terrain voit encore se dérouler sur sa pelouse des rencontres en 1925 mais il est vendu en avril 1926 par la famille de Gaston François-Sigrand au lotisseur immobilier Charles Pélissier.
Le stade Bergeyre est démoli en 1926 afin de laisser place à un lotissement d'habitations, l'actuelle butte Bergeyre.
En 1923, dans son recueil Les Chants du stade,, Paul Souchon le décrit en ces termes dans un poème : « C'est un plateau de gazon, / Une île claire et tranquille / Que vient battre à l'horizon / Le flux de l'immense ville. ».

## Principaux matchs de football joués dans le stade
- Finale de la Coupe de France de football 1919-1920

Jeux olympiques d'été de 1924
| Date        | Tour                  | Équipe 1        | Score    | Équipe 2        |
| ----------- | --------------------- | --------------- | -------- | --------------- |
| 25 mai 1924 | 1er tour              | Tchécoslovaquie | 5 - 2    | Turquie         |
| 26 mai 1924 | 1er tour              | Hongrie         | 5 - 0    | Pologne         |
| 28 mai 1924 | 8e de finale          | Suisse          | 1 - 1 ap | Tchécoslovaquie |
| 29 mai 1924 | 8e de finale          | Uruguay         | 3 - 0    | États-Unis      |
| 30 mai 1924 | 8e de finale (rejoué) | Suisse          | 1 - 0    | Tchécoslovaquie |
| 2 juin 1924 | Quart de finale       | Suisse          | 2 - 1    | Italie          |